# Max Baginski
Max Baginski (* 1864 in Bartenstein in Ostpreußen; † 24. November 1943 New York City) war ein freiheitlicher deutscher Sozialist, er stand dem Friedrichshagener Dichterkreis nahe.
Baginski wurde auf Veranlassung der SPD Redakteur von Der Proletarier aus dem Eulengebirge, es wird vermutet, um den Radikalen von Berlin fernzuhalten. Er musste aus politischen Gründen eine zweieinhalbjährige Haftstrafe absitzen und verließ aus Solidarität die SPD nach dem Ausschluss seiner Freunde, wegen Linksabweichung vom Parteikurs. Er ging 1893 in die USA, wo er in der Arbeiterbewegung aktiv war. Dort schrieb er, unter anderem, für Johann Mosts Zeitschrift Freiheit und die Arbeiter-Zeitung. Später publizierte er Aufsätze in der von Emma Goldman herausgegebenen Zeitschrift Mother Earth.

## Aufsätze (Auswahl)
- Humor as a Rebel. In: Freiheit. 21. Februar 1904 (englisch).
- Without Government. In: Mother Earth. Band 1, Nr. 1, März 1906, S. 8–13 (englisch).
- The Old and the New Drama. In: Mother Earth. Band 1, Nr. 1, 1906, S. 36–42 (englisch).
- Stirner: The Ego and His Own. In: Mother Earth. Mai 1907 (englisch).
- The Haywood Trial. In: Mother Earth. Band 2, Nr. 5, Juli 1907 (englisch).
- The Pioneer of Communist Anarchism in America. A tribute to Johann Most. In: Mother Earth. Band 6, Nr. 1, März 1911 (englisch).
- The Right to Live. In: Mother Earth. Januar 1912 (englisch).
- The Significance of the Mexican Situation. In: Mother Earth. Band 8, Nr. 10, Dezember 1913 (englisch).
- Schmidt and Caplan on Trial. In: Mother Earth. Band 10, Nr. 8, Oktober 1915 (englisch).
- Was will der Syndikalismus?: Lebendige, keine toten Gewerkschaften. Der Syndikalist, 1920 (online [abgerufen am 9. Juli 2017]).
- The Basis of Liberty. In: Mother Earth. Juli 1925 (englisch).